# マウントバーノン (ニューヨーク州)
マウントバーノン（英: Mount Vernon）は、アメリカ合衆国ニューヨーク州の南東部、ウエストチェスター郡にある都市。ニューヨーク市ブロンクス区の北に位置している。人口は7万3893人（2020年）。
マウントバーノンはニューヨーク州で8番目に人口の多い都市である。ノースサイド・マウントバーノンは郊外的であるのに対し、サウスサイド・マウントバーノンは都市的であり南に接するブロンクス区と似た趣がある。実際に1894年、マウントバーノンと隣のヨンカーズの住民は、キングス郡、リッチモンド郡、クイーンズ郡の有権者と共にニューヨーク市と一体になるかという命題で住民投票を行った。他の地区での結果は賛成多数だったが、マウントバーノンとヨンカーズでは反対多数であり独立した自治体の体を保った。マウントバーノンのダウンタウンは市のサウスサイドにあり、市役所、オフィスビル、その他市の施設がある。

## 歴史

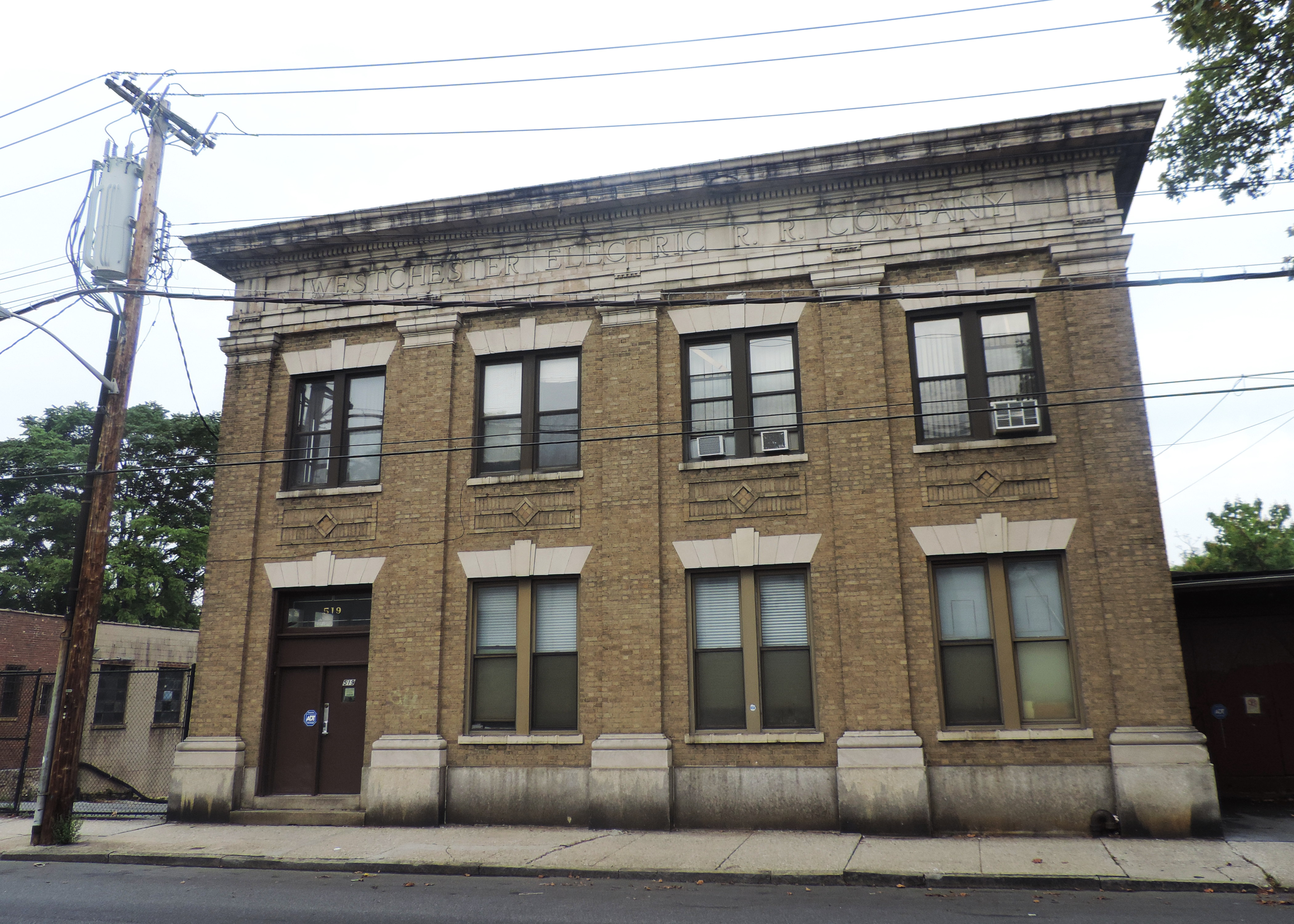
元電鉄会社ビル、サウスサイド

マウントバーノンは、ジョージ・ワシントンが晩年を過ごしたバージニア州のプランテーションにちなんで名付けられた。隣接するブロンクス区にあるウェイクフィールドは、ワシントンが生まれたプランテーションから名付けられている。しかし、マウントバーノンという名前はワシントンの以前からある。アン・ハッチンソンが17世紀にウェストチェスター市を設立し、そこに緑の山があったことからマウントバーノンと名付けた。
マウントバーノン公共図書館は、慈善事業家アンドリュー・カーネギーから市に贈られたものであり、1904年に開館し、現在はウェストチェスターの中央図書館の一部となって、郡内あらゆる年齢の住人に教育、文化、コンピューターのサービスを提供している。
1960年代、マウントバーノンは「北部スタイル」の人種分離によって分裂した都市になっていた。多くの黒人がアメリカ合衆国南部から北部に来て、良い職の機会と進んだ教育を求めてマウントバーノンに入った。これと同時にブロンクスやマンハッタンの多くの白人が、ニューヨーク市で犯罪率が上がっていたために（ホワイト・フライトの要因もあった）、マウントバーノンを新しいベッドタウンと見て移ってきた。その結果、マウントバーノンはメトロノース鉄道のニューヘイブン線で二分されるようになった。人口の多い線路より南は圧倒的にアフリカ系アメリカ人が多く、線路より北部はかなり白人が多かった。
1970年代のこの人種分離が高まったときに、オーガスト・ペトリリョが市長だった。ペトリリョが死んだときに、トマス・E・シャープが市長に選ばれた。1984年にシャープが死んだとき、カーメラ・イアボニが市長代行に就任し、ロナルド・ブラックウッドが選出されるまで続けた。ブラックウッドはマウントバーノン市では初のアフロ・カリブ系市長となった（ニューヨーク州でも初めてだった）。1996年、アーネスト・D・デイビスが市長に選ばれ、2007年まで務めた。2008年1月1日にクリントン・I・ヤング・ジュニアが市長となり、その4年後の2012年1月1日、アーネスト・D・デイビスが第21代市長として返り咲いた。2013年、デイビスは家賃収入を報告しなかったことで捜査を受けた。
近年のマウントバーノンは住宅と小企業の都市から地域商業中心都市への転換を進めている。2000年から2006年、市経済は20.5%成長し、ニューヨーク都市圏でも最速クラスの成長率を示した。

## 地理

### 位置
マウントバーノンは北緯40度54分51秒 西経73度49分50秒 / 北緯40.914060度 西経73.830507度 (40.914060, -73.830507)に位置している。ウェストチェスター郡では人口で第3位、人口密度では第1位の都市である。アメリカ合衆国国勢調査局に拠れば、市域全面積は4.4平方マイル (11.4 km2)であり、このうち陸地4.4平方マイル (11.4 km2)、水域は0.015平方マイル (0.04 km2)で水域率は0.39%である。
マウントバーノンの北はブロンクスビル村とニューロシェル市、東はペラム町とペラムマナーのビレッジ、南はハッチンソン川、ブロンクス区のイーストチェスター地区とウェイクフィールド地区、西はヨンカーズ市とブロンクス川に接している。

### 標高
マウントバーノン市役所の標高は約72メートルであり、西のブロンクス川と東のハッチンソン川の間にある位置づけを反映している。晴れた日にはスログスネック橋が市内の各所、16キロメートル離れた場所からも見通せ、夜には橋の照明を見ることができる。市章は1892年に設定されたものであり、当時のマウントバーノン市で最も高いと考えられた場所が描かれている。すなわち4番通りに近いトリニティプレース、バーンズ・アベニューのビスタプレース、ワシントンプレースとジェファーソンプレースの間の北10番通りである。その後、市内の最高点はブロンクスビルとの市境、ニューヨーク州道22号線、北コロンバス・アベニューであることが分かった。

### 地区

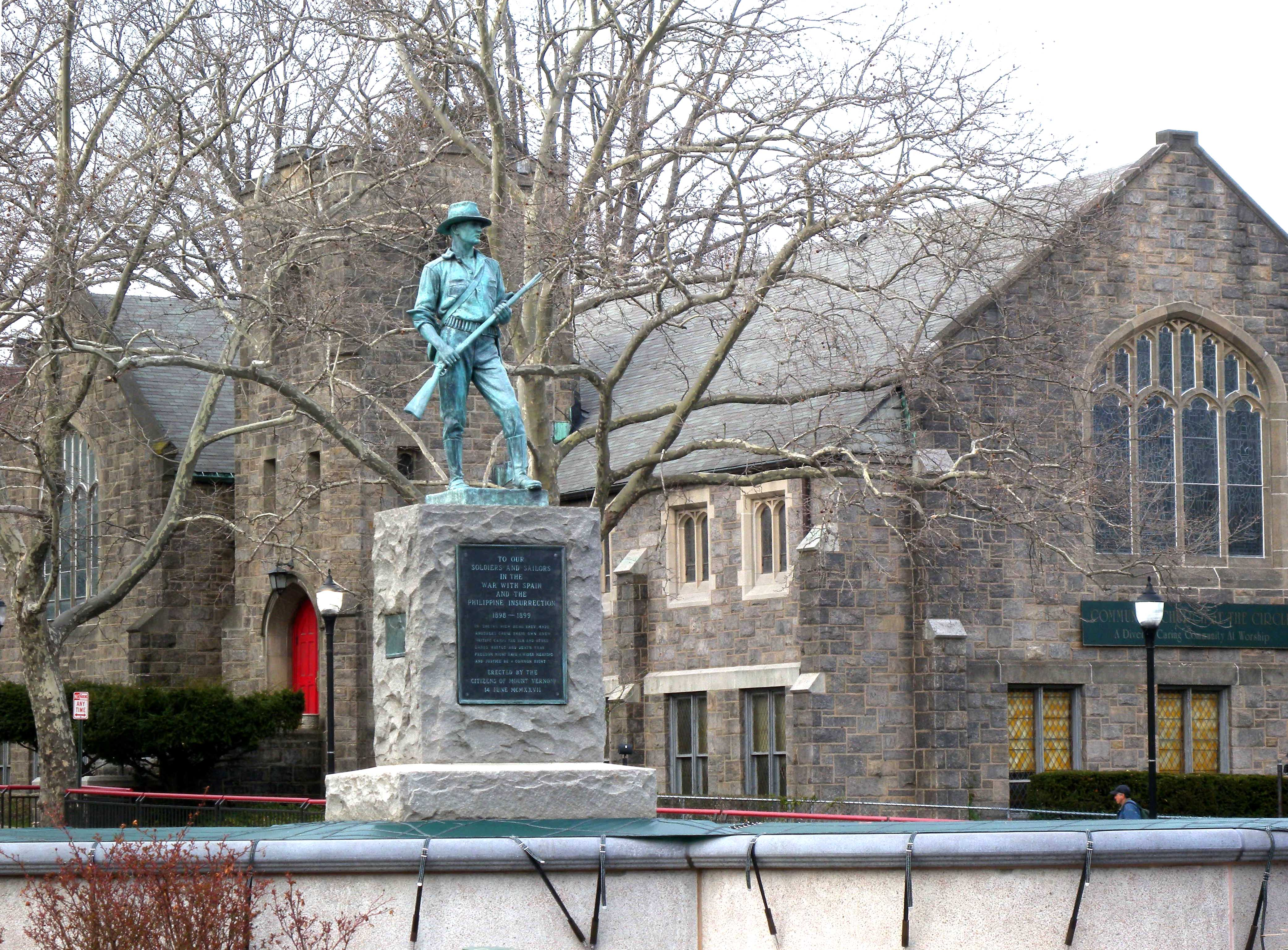
リンカーン・アベニューとグラマタン・アベニューが交わる点にあるザ・サークル

マウントバーノンは通常、4平方マイルの中を4つの地区に分かれていると考えられる。すなわち、中心街、マウントバーノンハイツ、ノースサイド、サウスサイドである。

#### 中心街
マウントバーノン中心街にはグラマタン・アベニューと4番アベニュー・ショッピング地区（地元では「ジ・アベニュー」と呼ばれる）、ペトリリョ交通ハブがあり、市の政府庁舎がある。
中心街は40年前と同じ状態にある。同じ半世紀経過した建築物の並びがあり、ほとんど変化が無く、周辺の急速な開発と対応するために苦闘している。元市長のクリントン・ヤングがマウントバーノンを新しい中央事業地区で新震源地にすると誓った。その失敗した計画には、中心街で所業オフィス空間を作り、高密度な開発が行える地域再区分、さらに手ごろで市場に合わせた住宅価格があった。

#### マウントバーノンハイツ
マウントバーノンハイツは標高が高いので「家屋のうねる丘」という綽名がある。サンドフォード大通り（6番通り）には市の商業回廊がある。
サンドフォード大通りは「サンドフォード・スクエア」とも言われ、ベッド・バス・アンド・ビヨンド、ベスト・バイ、コロニアル・プラザ（商店街）、CVS/ファーマシー、フェイマス・フットウェア、フーパーズタウン、ペトコ、レストラン・デポ、ステイプルズ、ストップ・アンド・ショップ、ターゲットなど、アンカー店のある商業回廊となっている。サンドフォード・スクエアにはマウントバーノンの住人、ウェストチェスター郡の近くの町やブロンクスの住人、さらにメリット・パークウェイと州間高速道路95号線からハッチンソン川パークウェイとなる道を通って、遠くコネチカット州からも買い物客を集めている。
この回廊の商業開発の大半は、1980年代から始まった。この地域は大通り沿いとその周辺400エーカー (1.6 km2) の中での経済開発を奨励する再開発が進行中である。

#### ノースサイド
マウントバーノンのノースサイドはウェストチェスター郡で最大級に多様な民族が住む地区である。ここには5つの小地区がある。チェスターハイツ、エステイトマナー/オービンエステイツ、フリートウッド、ハンツウッド、オークウッドハイツの5地区である。フリートウッドでは、多くの大型生協ビルが中心に並び、それがグラマタン・アベニューによって二分されている。ハンツウッドとエステイツ地区はマウントバーノンとブロンクスビルのビレッジとの間にある裕福な住民の地区であり、一戸建て家屋は40万ドルから数百万ドルまでしている。

#### サウスサイド

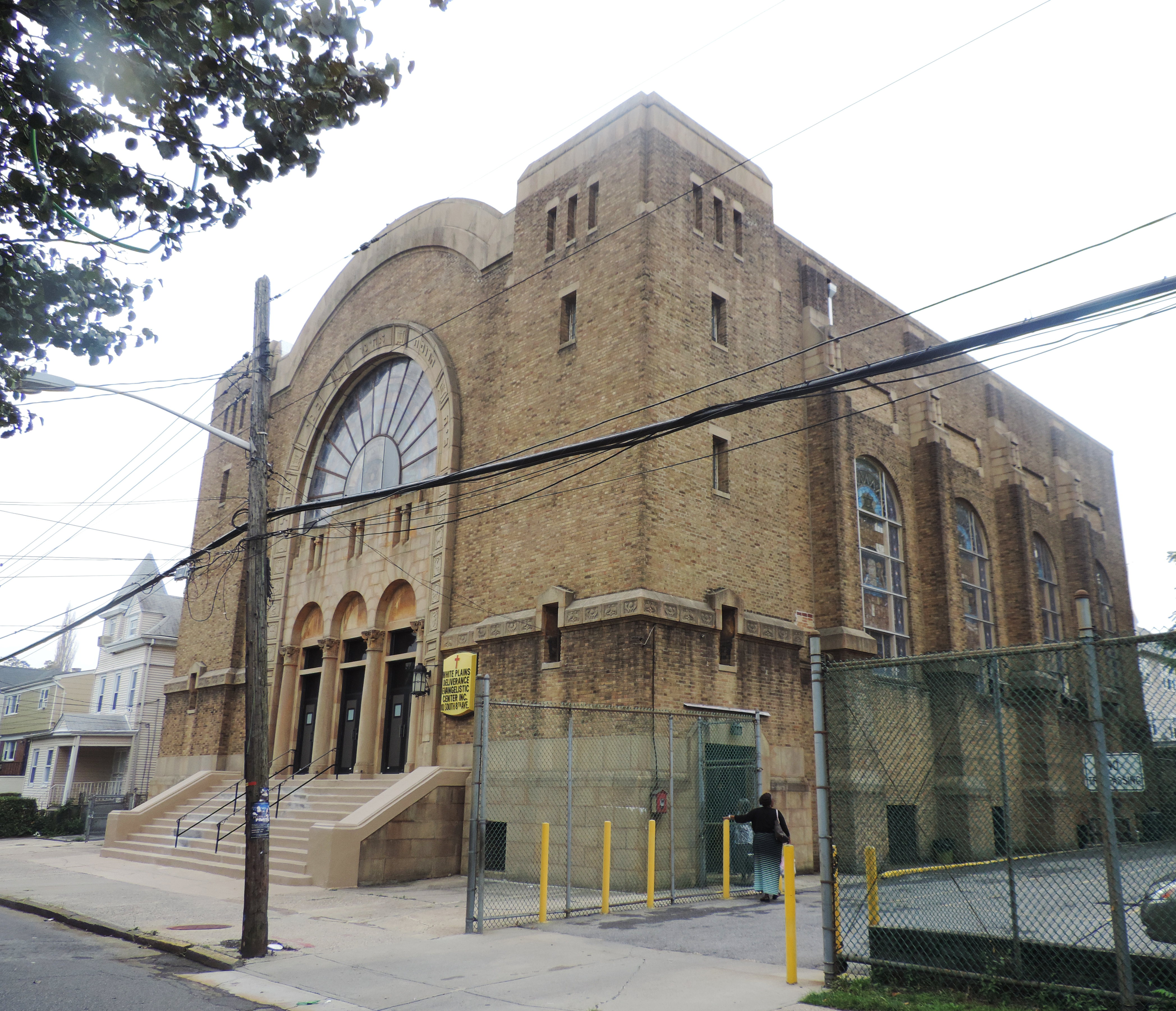
サウスサイドの教会

サウスサイドはニューヨーク市のブロンクス区に接しており、ニューヨーク市に似ており、パークサイドとサウスサイドの小地区がある。パークサイドには多くの工業会社があり、サウスサイドの残りには多世帯家屋、アパート、商業、住宅のプロジェクトがある。
サウスサイドには、ブラッシュ公園、ハッチンソン・フィールド、ボーイズ & ガールズ・クラブ、セントポールズ教会国定歴史史跡など著名な場所がある。サウスサイドの出身であるNBAバスケットボール選手ベン・ゴードンが、市に遊技場2面を寄付した。1つは南8番アベニュー、もう1つはマウントバーノンYMCA家族センターである。

## 人口動態
以下は2000年の国勢調査による人口統計データである。
| 基礎データ - 人口: 68,381 人 - 世帯数: 27,048 世帯 - 家族数: 18,432 家族 - 人口密度: 5,792.7人/km2（14,290.3 人/mi2） - 住居数: 28,558 軒 - 住居密度: 3,509.3軒/km2（7,205.9 軒/mi2） 人種別人口構成 - 白人: 28.63% - アフリカン・アメリカン: 59.58% - ネイティブ・アメリカン: 0.32% - アジア人: 2.12% - 太平洋諸島系: 0.05% - その他の人種: 4.85% - 混血: 4.44% - ヒスパニック・ラテン系: 10.48% ブラジルやカリブ海地方の出身者がかなりの比率を占めている。 | 年齢別人口構成 - 18歳未満: 25.3% - 18-24歳: 8.3% - 25-44歳: 31.1% - 45-64歳: 22.4% - 65歳以上: 12.9% - 年齢の中央値: 36歳 - 性比（女性100人あたり男性の人口） - 総人口: 82.3 - 18歳以上: 76.9 世帯と家族（対世帯数） - 18歳未満の子供がいる: 31.1% - 結婚・同居している夫婦: 40.9% - 未婚・離婚・死別女性が世帯主: 28.0% - 非家族世帯: 37.2% - 単身世帯: 30.0% - 65歳以上の老人1人暮らし: 10.7% - 平均構成人数 - 世帯: 2.63人 - 家族: 3.27人 | 収入と家計 - 収入の中央値 - 世帯: 47,128米ドル - 家族: 55,573米ドル - 性別 - 男性: 41,493米ドル - 女性: 37,871米ドル - 人口1人あたり収入: 24,827米ドル - 貧困線以下 - 対人口: 13.9% - 対家族数: 11.8% |

### 文化と民族
マウントバーノンはその大きさの割に非常に多様な民族構成となっている。住民の先祖を辿ると98以上の国が申告される。出身国と地域は、ブラジル、カリブ海、エリトリア、ガンビア、ドイツ、イタリア、インド、ユダヤ、韓国、メキシコ、中東、ポルトガル、プエルトリコなどである。
中心街の北と東の地区にブラジル系の住人が多い。郡内では、西アフリカと西インド諸島出身者が最も多い。これらの集団はブロンクスとの市境に近い市の南西隅に多い。
住民から申告された先祖による分類は以下の通りである。

| - 黒人あるいはアフリカ系アメリカ人: 60% - 西インド諸島系（ヒスパニックを除く）: 17% - ジャマイカ系: 13% - イタリア系アメリカ人: 11% - アイルランド系アメリカ人: 4% - ドイツ系アメリカ人: 3% - プエルトリコ系: 3% - サブサハラアフリカ系: 3% - トリニダード・トバゴ系: 3% | - インド系: 2% - ブラジル系: 2% - メキシコ系: 2% - ポルトガル系: 2% - その他ヒスパニックまたはラテン系: 2% - バルバドス系: 1% - イギリス領西インド諸島系: 1% - 中央アメリカ系:: 1% - コロンビア系: 1% | - ドミニカ共和国系: 1% - イギリス系アメリカ人: 1% - フランス系アメリカ人（バスク人を除く）: 1% - ギリシャ系: 1% - ガイアナ系: 1% - ハイチ系: 1% - ポーランド系: 1% - ロシア系: 1% - 南アメリカ系: 1% - 西インド諸島系: 1% |

#### ブラジル人社会
2000年国勢調査では、ブラジル人子孫が高い比率で住んでいることを示している。ブラジル人には、アフリカ系アメリカ人、白人、混血、あるいはラテン系が含まれている。マウントバーノン市と在ニューヨーク・ブラジル領事館による推計では、マウントバーノン市民の10人に1人はブラジル出身であり、その3分の2はポコス・デ・カルダスの出身である。
ブラジル系社会は西リンカン・アベニュー近く、マウントバーノン・アベニューの角に始まり、半マイル (800 m) 下ってグラマタン・アベニュー（北4番アベニュー）までに集中しており、東リンカン・アベニューまで広がり始めた。ブラジル系の店がこの部分の商業地域に並び（特にグラマタン・アベニューの鉄道線からリンカン・アベニューまでと隣接するブロック）、この地区の公立学校はポルトガル語が話せる教師や相談員を持ってきている。地域の通りではポルトガル語を聞くことができる。
マウントバーノンに住んでいるブラジル系住民はブラジルの故郷の町も変革させてきた。その経済に多額の金を送り込み、新しい住居や事業のために金を出すことに貢献してきた。この送金が大変重要なので、ブラジル系ジャーナリストのウォルター・アルバレンガは、ブラジルの公共テレビに乗せる「ニューヨーク、ブラジル人の夢」と題するドキュメンタリー・シリーズで、マウントバーノンを題材にした。
2005年11月、アーネスト・D・デイビス市長がポコス・デ・カルダスに行って、姉妹都市の協定書に署名し、2つの都市間の結びつきを強固にした。

## 経済
マウントバーノンの主要雇用主3傑は、マウントバーノン市教育学区（従業員1,021人）、マイケル・アンソニー・ジュウェラーズ（同712人）、マウントバーノン病院（同700人）である。
マウントバーノンのには市の経済を活性化させる大型の商業地区があり、工業は電子工業、エンジニアリング、ハイテク、昔ながらの金属修復があり、主にサウスサイドにある。
マウントバーノンは商業と工業のための特区を市の南部に作って来ており、下記のような製造業や全国的に認められた小売業などを誘致してきた。

| - ビーコン・アドヒーシブズ - ベルガモ・ファブリックス - センチュリー 21 オーニングス - クロゼッツ・バイ・デザイン | - コンプリート・プラミング・アンド・ヒーティング - エスム/ベキンス・ムーバーズ - フォルマサノ - ファニチャー・レストレーション | - グラニット・トップス USA - ハルクラフト USA - メガマット・ローンドロマット - メタル・マン・レストレーション LLC | - オウン・インストルメンツ - ティファニー - トラバース & カンパニー - WDF グリーン - ウィンドウ・モーズ |

## 公園とレクリエーション

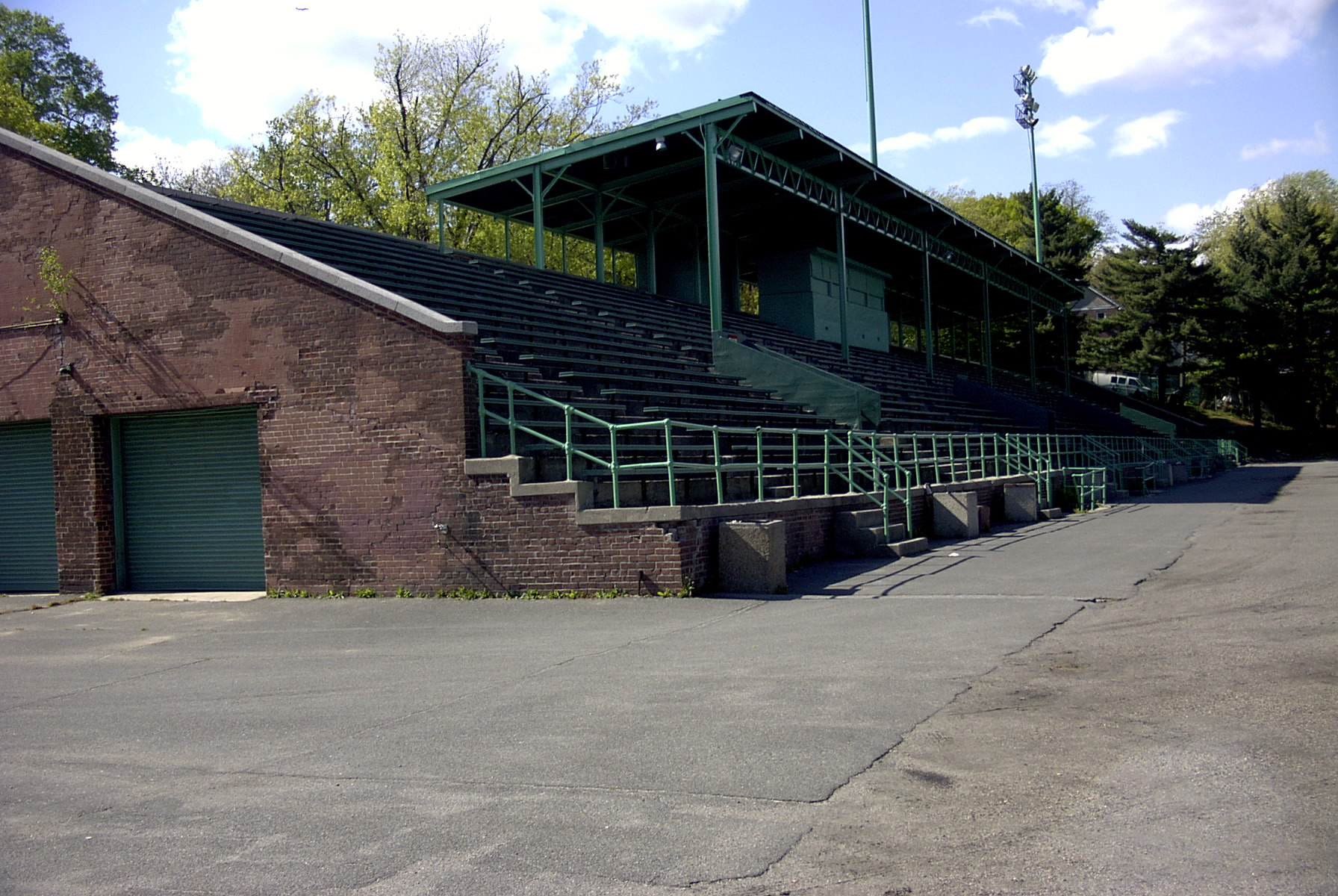
メモリアル・フィールドの観客席

市域には多くの大小の公園があり、広さ23エーカー (93,000 m2) のウィルソンの森公園は郡が所有する公園である。郡内では古い方であるこの公園には、波のあるプール、ウォータースライド、スプレーデッキ、水の遊戯場がある。イングランドのテューダー様式の浴場もある。ピクニックや釣りもできる。
フリートウッドとチェスターハイツの境目に跨ってハントの森があり、郡が保存していたものを1967年に市が引き継いだ・ハイキング道や自然のみっちがある小さな樹木の並びである。
ハッチンソン川パークウェイの南行き側にあるハッチンソン・フィールドの中には、多くの屋外マイナーリグ野球場やバッティングケージがあり、また冬季にアイスホッケーができるドーム型スポーツ場である「アイスハッチ」、さらに屋内ゴルフとテニスは年間を通じてプレイできる。
ハッチンソン・フィールドに隣接してスタジアムのようなメモリアル・フィールドがあり、陸上競技用トラック、サッカーとアメリカンフットボールの試合場、テニスコートがある。
サンフォード大鳥にあるスポーツ施設のフーパーズタウンにはバスケットボールコートや野球クリニックの施設がある。マンツーマン訓練あるいはフィットネス・キャンプを提供できる企業のための使節を貸し出してもいる。現在は一般公開されていない。

### 行事
マウントバーノンでは年間を通じて、屋内、屋外ともに多くの行事が定期的に開催されている。例えば、5月のメモリアルデーのパレード、8月のベン・ゴードンの日、ウェストチェスター郡では最大の芸術と娯楽の祭りであるアーツ・オン・サード・フェスティバルがある。このフェスティバルは9月の1日で5万人以上の観衆が集まる。また11月のベテランズデーのパレードもある。

## 市政府

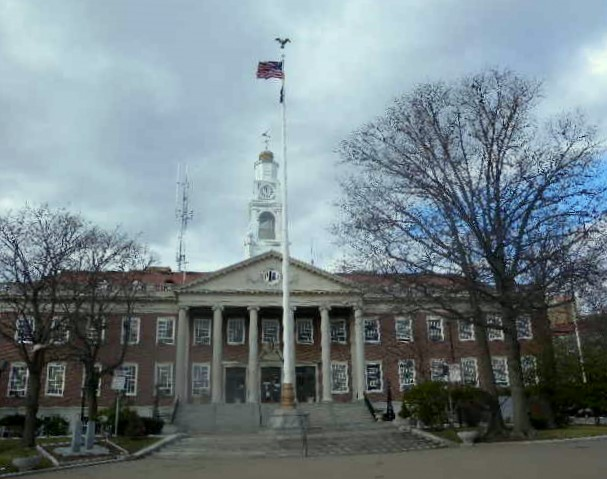
市役所

マウントバーノン市は5人の委員による市政委員会、市長、および会計監査官が統治している。市憲章に拠れば、権限の平衡を取るために市長が2人の市政委員と共に4年間を運営し、市長の後は会計監査官が3人の市政委員と共に2年間を運営する。それ故に、2015年は市長と市政委員2人が改選される。選挙で選ばれる役人の通常の政治的権限を超えて、財政評価委員会という抑制と均衡のための採決機関もある。

### 市政委員会
市政委員会は市全体を選挙区に選ばれる5人の委員で構成され、そのうち1人が委員長となる。委員長は互選によって選ばれる。通常は委員長職を持ち回りとしており、4つの小委員会の委員長も同様である。近年はより経験を積んだ委員を指名するために、持ち回りが止められる傾向にある。委員長は市長の不在の場合に市長を代行する。これは市長が町を離れたとき、辞任した時、死亡したときに起こりうる。このような場合は市政委員会の議長が委員長となる。また議長代行が議長となる。2014年1月時点で、市政委員会委員長はロバータ・L・アプーゾである。2015年では委員長がマーカス・A・グリフィスとなり、議長はJ・ユハンナ・エドワーズ、議長代行はロバータ・L・アプーゾとなる。

### 市長
市長はアーネスト・D・デイビスであり、4期目である。2007年、郡政委員だったクリントン・ヤングに敗れて一旦市長を降りたが、2011年の選挙で返り咲いた。

### 会計監査官
2013年11月にあった選挙でモーリーン・ウォーカーが会計監査官として再選された。無投票当選だった。任期は4年間であり、ウォーカーは5期目である。

### 財政評価委員会
財政評価委員会は、市長、市政委員会委員長、会計監査官で構成される。市政委員会委員長は市政委員会のために投票する。年度予算など財政的判断全てと、法的な問題の多くがこの委員会で採決される。市政委員会が毎週水曜日に開かれ、その翌週の火曜日に財政評価委員会が開催されている。

## 裁判所
マウントバーノン市裁判所はニューヨーク州統合裁判所体系の一部にある。選挙で選ばれる常勤判事3人が10年任期を務め、非常勤陪席判事1人は8年任期で市長から指名される。この裁判所では重罪事件全ての第一審、軽罪の全審理、金額が15,000ドルまでの民事事件、市内を原点とする賃貸契約、小さな訴訟、交通違反関連の全てを含む事件を扱っている。裁判所は市役所に隣接する公衆安全ビルに入っている。

## 市民サービス

### 消防
市はマウントバーノン消防署の常勤消防士によって守られている。駐屯所は市内の4か所にあり、シフト毎の隊長の指揮下にある。年間約8,000件の緊急呼び出しに対応している。

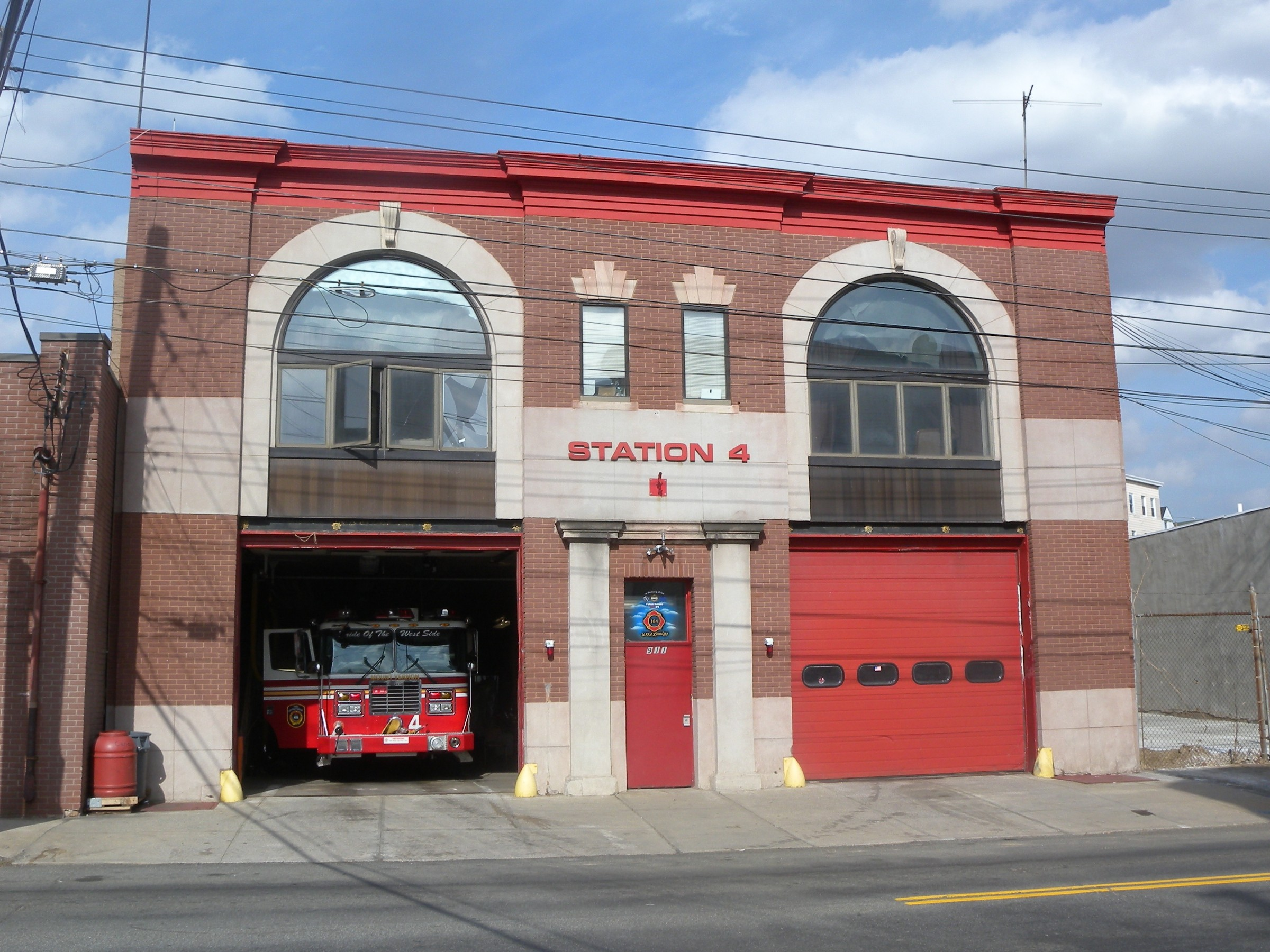
オーク通りにあるエンジン204の車庫

### 警察
法の執行はマウントバーノン警察署が対応している。

## 教育

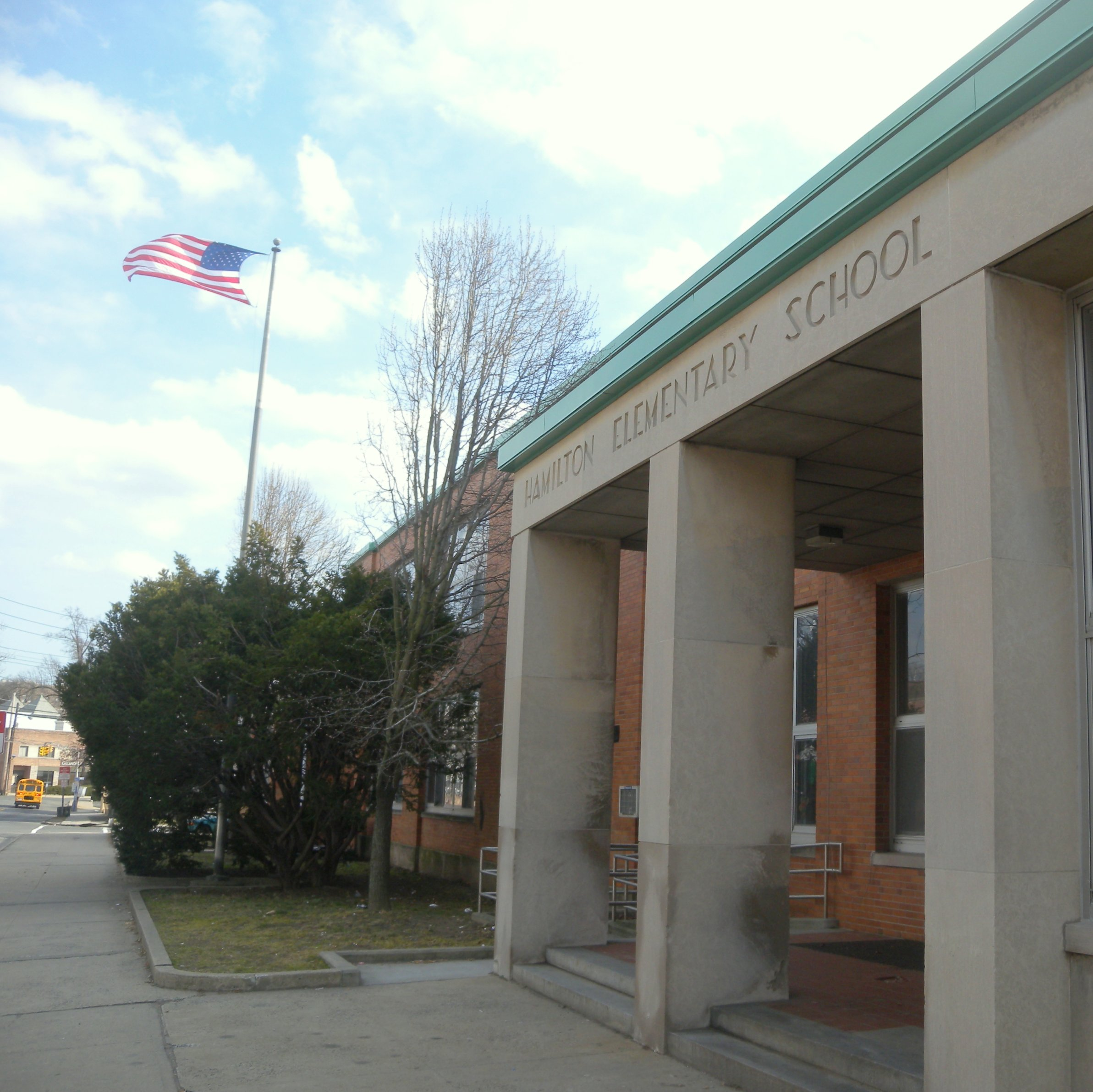
ハミルトン小学校

マウントバーノン市教育学区には小学校11校、中学校2校、高校2校と、オルターナティブ高校1校がある。
| 小学校                   | 中学校         | 高校                                 |
| ------------------------ | -------------- | ------------------------------------ |
| セシル・H・パーカー      | A・B・デイビス | マウントバーノン                     |
| コロンバス               | ロングフェロウ | ネリー・A・ソーントン                |
| エドワード・ウィリアムズ |                | ネルソン・マンデラ・オルターナティブ |
| グラハム・スクール       |                |                                      |
| グリムズ                 |                |                                      |
| ハミルトン               |                |                                      |
| リンカン                 |                |                                      |
| ロングフェロウ           |                |                                      |
| ペニントン               |                |                                      |
| トラファーゲン           |                |                                      |
| ウィリアム・H・ホームス  |                |                                      |

ウェストチェスター・コミュニティカレッジがマウントバーノン中心街に分校教育施設を置いている。
2011年、「ジャーナル・ニューズ」に、キャシー・オドネルとゲーリー・スターンによる『在線破綻の結果として、地域の老朽化した学校が崩壊する』という記事が載った。この記事では、地域の古い学校校舎幾つかが老朽化しており、その修繕に幾ら掛かるか、また解体するとすれば幾ら掛かるかを検討している。マウントバーノン市教育学区は「昨年高校の壁が崩壊し、検査官はその建物が煙感知が不十分で、空気の質がまずく、ネズミなど害獣のいる証拠があり、ホールには緊急照明がなく、接続箱は電線が露出している」と報告していた。

## 交通
- 「ペトリリョ・プラザ」は、マウントバーノン中心街のメトロノース鉄道マウントバーノン東駅に隣接しており、郡営ビーラインバスシステムのハブになっている。タクシーもペトリリョ・プラザを発着している
- ビーラインバスシステムは全部で10系統の定期バス路線を運行している[14]
- ニューヨーク市バスの2系統がマウントバーノンの2ブロックを通っている[15]
- メトロノース鉄道の南北方向を走るハーレム線が、マウントバーノン市西端にあるマウントバーノン西駅とフリートウッド駅に停まる。東西方向のニューヘイブン線は中心街にあるマウントバーノン東駅に停まる[16]
- ニューヨーク市地下鉄のホワイトプレーンズ道路線とダイア・アベニュー線がマウントバーノン南の市境にターミナルを持っており、ビーラインが発着している。ホワイトプレーンズ線はウェイクフィールドの24番通りで終わっている。ダイア線はイーストチェスターのダイア・アベニューで終わっている。さらにラッシュアワーには、ホワイトプレーンズ線がネレイド・アベニューまで行く。どちらもサウスサイドから歩いて5分の距離にある[17]
- マウントバーノンは、ニューヨーク市とを繋ぐ郡のパークウェイの中で交通量の多い3本が通っている。すなわちブロンクス川パークウェイ、クロスカウンティ・パークウェイ、ハッチンソン川パークウェイである。さらに州間高速道路95号線と州間高速道路87号線も、マウントバーノンの市境から1マイル (1.6 km) 未満の距離にある。

## 医療
創設から115年が経つマウントバーノン病院は228床ある。モンテフィオレ医療グループに属し、入院治療、救急救命医療、外来診療に対応している。慢性外傷治療と高圧センターで著名であり、アメリカ合衆国北東部でも最も先進の機関である。積極的コミュニティ治療センター、家族の健康センター、ホプファー看護学校、高圧医療、強化事例管理など様々サービスを提供している。
マウントバーノン病院は郡内で医療、看護、手術、足治療を行う4病院の1つである。医師教育者に優れた者がおり、専門医学実習生の92%が試験に通っている。
マウントバーノン病院の救急医療室では年間25,000人の患者を治療しており、現在250万ドルを掛けて、その広さを9,000平方フィート (800 m2) から18,500平方フィート (1,720 m2) と倍の広さにしようとしている。この拡張計画では、15の個室と、緊急対応部の待合室、行動順位決定室などの改修が含まれている。
この病院周辺には多くの医療オフィスビルや治療施設があり、マウントバーノン、ヨンカーズの南東部、ブロンクスの北部住人に医療を提供している。例えば家族計画ハドソン・ペコニックは、ニューヨーク州のパットナム郡、ロックランド郡、サフォーク郡およびウェストチェスター郡にサービスを提供する家族計画傘下組織であり、1935年にマウントバーノンに最初の医療センターを開院した。この病院はマウントバーノン住人に生殖医療治療の重要な資源となっている。

## 宗教
マウントバーノン市の以前のモットーは「信じる都市」だった。市内の25を超える宗派の礼拝所があることを反映している。

## 著名な場所
第一ユナイテッド・メソジスト教会、ジョン・スティーブンス邸、トリニティ・エピスコパル教会複合施設、1番通りにあるアメリカ合衆国郵便局がアメリカ合衆国国家歴史登録財に指定されている。セントポールズ教会は国定歴史史跡に指定されている。

## 著名な出身者
- ルー・アルバーノ、プロレスラー、俳優
- アート・カーニー、俳優、コメディアン
- ディック・クラーク、テレビ、ラジオのパーソナリティ
- ショーン・コムズ、音楽プロデューサー、作詞家
- DMX、音楽プロデューサー、ラッパー、俳優
- アンドレ・ドラモンド、NBAバスケットボール選手
- ダミオン・イーズリー、メジャーリーグベースボール選手、デトロイト・タイガース他
- セス・ゴーディン、著作家
- ベン・ゴードン、NBAバスケットボール選手
- ヘヴィ・D、ラッパー、ジャマイカ生まれ
- マイケル・インペリオリ[19]、俳優
- ケイ・ジョンソン、女優
- マイケル・オキーフ、俳優
- フロイド・パターソン、プロボクサー、ヘビー級世界チャンピオン
- シドニー・ポワチエ、俳優、映画監督、アカデミー主演男優賞を受賞
- レオン・ロビンソン、俳優
- ピート・ロック、ラッパー
- ケン・シングルトン、メジャーリーグベースボール選手、ボルチモア・オリオールズ他
- AL B.シュア!、歌手
- デンゼル・ワシントン、俳優、アカデミー主演男優賞を受賞
- E・B・ホワイト、作家

## 大衆文化の中で

### 広告
マウントバーノンのメモリアル・フィールドは1979年5月にコカ・コーラのコマーシャル撮影で使われた。アメリカンフットボールのジョー・グリーンが出演した。

### 映画
以下の映画はマウントバーノンが舞台になるか、撮影に使われた。
- 『Empty Places』（1999年）[21]
- 『トーマス・クラウン・アフェアー』（1999年）: ウィルソンの森公園で撮影、ニューヨークのセントラル・パークに似せられた。バーノン・ウッズ生協ビルはステージと店舗器具に使われた[22]
- 『サンキュー、ボーイズ』（2001年）[22]
- 『エターナル・サンシャイン』（2004年）

### 文学
エドワード・ルイス・ワラントの小説『The Pawnbroker』（1961年）で、主人公のソル・ネイザーマンがマウントバーノンに住んでいる。